# Фінал чемпіонату Європи з футболу 2024
Фінал чемпіонату Європи з футболу 2024 — матч, що відбувся 14 липня 2024 року на стадіоні «Олімпійському» в Берліні і визначив переможця турніру. Цей матч був 17-м фіналом і у ньому зустрілися Іспанія, для якої це був п'ятий фінал та Англія, яка вийшов до другого фіналу поспіль. Це була перша поява збірної Англії у фіналі великого турніру, який проходив за межами рідної країни.
Перед 65 600 глядачів фінал розпочався повільно, обидві сторони створили кілька моментів, але перший тайм закінчився без голів. Іспанець Родрі отримав травму перед перервою, через що він був замінений на Мартіна Субіменді у перерві. Іспанія вдало розпочала другий тайм, відразу забивши завдяки голу Ніко Вільямса, якому асистував Ламін Ямаль, який став наймолодшим автором асиста у фіналі чемпіонату Європи, зробивши рахунок 1:0. У другому таймі Іспанія мала більше гольових можливостей, перш ніж Коул Палмер забив гол з-за меж штрафного зрівнявши, через три хвилини після того, як вийшов на поле. Втім двобій завершився ще в основний час, оскільки іспанець Мікель Оярсабаль забив за чотири хвилини до кінця основного часу, принісши своїй збірній четверту перемогу на чемпіонатах Європи. Ніко Вільямс був названий найкращим гравцем матчу, а Родрі отримав нагороду гравця турніру. Ламін Ямаль отримав нагороду «Найкращий молодий гравець» і став наймолодшим гравцем, який коли-небудь вигравав це змагання.
Іспанія виграла матч з рахунком 2:1 і стала рекордсменом з чотирма титулами чемпіона Європи після турнірів 1964, 2008 і 2012 років, випередивши Німеччину. При цьому на нинішньому турнірі іспанці виграли всі сім своїх ігор вперше після того, як Франція виграла всі п'ять ігор у 1984 році, і встановили новий рекорд у 15 забитих голів на одному турнірі. Англія стала четвертою командою, яка взяла участь у двох фіналах Євро поспіль — після Радянського Союзу в 1960 і 1964 роках, Західної Німеччини в 1972, 1976 і 1980 роках, об'єднаної Німеччини в 1992 і 1996 роках та Іспанії в 2008 і 2012 роках — і першою командою, яка програла обидва фінали поспіль. При цьому Англія стала першим фіналістом турніру, які програвав по ходу матчу в кожній грі плей-оф з часів розширення турніру в 1980 році.

## Арена

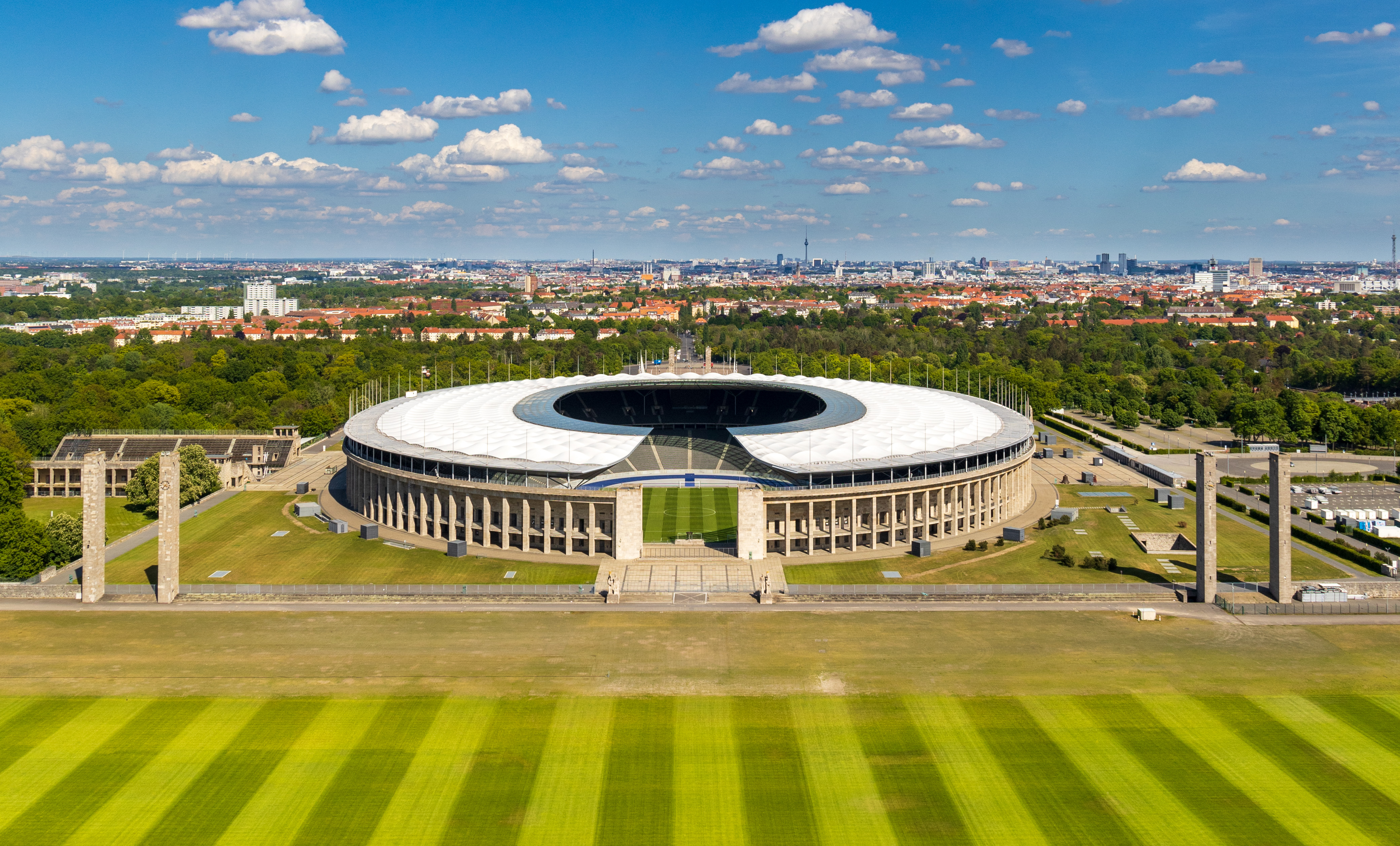
Зовнішній вигляд стадіону.

У травні 2022 року УЄФА місцем проведення фінального матчу Євро-2024 обрало «Олімпіаштадіон», також тут пройшли три матчі групового етапу, матч 1/8 фіналу та чвертьфінальна гра турніру.
Стадіон був відкритий у 1936 році спеціально для літніх Олімпійських ігор 1936 року. Стадіон є домашньою ареною футбольного клубу «Герта» з 1963 року. Збірна Німеччини також іноді грає свої домашні матчі на стадіоні. «Олімпіаштадіон» також прийняв кілька важливих матчів, у тому числі кілька матчів на чемпіонатах світу 1974 та 2006 років, останній з яких включав також фінал, який особливо відомий сумнозвісним ударом головою капітана Франції Зінедіна Зідана Марко Матерацці, в результаті чого перший отримав пряму червону картку в своєму останньому матчі, а Італія виграла матч по пенальті 5:3. На стадіоні також проводились фінали кубка Німеччини з 1985 року, а також арена є місцем матчу-відкриття чемпіонату світу з футболу серед жінок 2011 року, а також фіналу Ліги чемпіонів УЄФА 2015 року.

## Шлях до фіналу

### Іспанія
|     | Суперник  | Результат |
| --- | --------- | --------- |
| 1   | Хорватія  | 3–0       |
| 2   | Італія    | 1–0       |
| 3   | Албанія   | 1–0       |
| 1/8 | Грузія    | 4–1       |
| 1/4 | Німеччина | 2–1 дч    |
| 1/2 | Франція   | 2–1       |

Іспанія кваліфікувалася на турнір як переможець кваліфікаційної групи А, вигравши сім із восьми матчів, зазнавши єдину поразку від Шотландії. Вони потрапили до Групи B разом із Хорватією, діючим чемпіоном Італією і Албанією. Іспанія розпочала свою кампанію з перемоги над Хорватією з рахунком 3:0 на «Олімпіаштадіоні», коли Альваро Мората відкрив рахунок на 29-й хвилині, потім Фабіан Руїс подвоїв свою перевагу на 32-й хвилині, а Данієль Карвахаль забив третій гол на 47-й хвилині. Стартувавши в цьому матчі, Ламін Ямаль став наймолодшим гравцем, який виступав на фінальному турнірі чемпіонату Європи. Потім Іспанія зіграла з Італією на «Арені АуфШальке», перемігши з рахунком 1:0, причому єдиний гол був забитий Ріккардо Калафіорі в свої ворота на 55-й хвилині. Потім вони завершили свою кампанію на груповому етапі ще однією перемогою над Албанією з рахунком 1:0 на «Меркур Шпіль-арена» завдяки голу Феррана Торреса на 13-й хвилині, незважаючи на те, що головний тренер збірної Іспанії Луїс де ла Фуенте випустив резервний склад на цей матч, оскільки вже до цього іспанці собі гарантували перше місце у групі.
На стадії 1/8 фіналу Іспанія зіграла з Грузією, яка посіла 3-тє місце у групі F на «Рейн Енергі Штадіон». Іспанці легко перемогли абсолютного дебютанта чемпіонатів Європи з рахунком 4:1 завдяки голам Родрі на 39 хвилині, Фабіана Руїса на 51 хвилині, Ніко Вільямса на 75 хвилині і Дані Ольмо на 83 році, хоча першими пропустили саме вони через автогол Робена Ле Нормана на 18 хвилині.
У чвертьфіналі Іспанія зіграла з Німеччиною на «МХП-Арені». Цей матч був повторенням фіналу Євро-2008, коли Іспанія виграла 1:0. Цього разу основний час завершився внічию 1:1 — на гол Ольмо на 51 хвилині господарі відповіли точним пострілом Флоріана Віртца на 89 хвилині, але «червона фурія» таки перемогла 2:1 у додатковий час, коли Мікель Меріно відзначився на 119 хвилині.
У півфіналі Іспанія зіграла з чинним віце-чемпіоном світу, збірною Франції на «Альянц-Арені». Ця гра була повторенням фіналу Євро-1984 та фіналу Ліги націй 2021 року, в яких Франція здобувала перемоги. Цьогоразутриколірні теж вийшли вперед завдяки голу Коло Муані на 9 хвилині, але Ямаль зрівняв рахунок для іспанців на 21-й хвилині, ударом у лівий кут з-за меж штрафного майданчика, Ольмо потім забив переможний гол на 25-й хвилині, хоча спочатку він був записаний як автогол Жуля Кунде, але після перегляду було переписано на Ольмо. В результаті Іспанія вийшла до першого для себефіналу Євро починаючи з 2012 року, коли вони перемогли Іспанію 4:0. Ямал також став наймолодшим гравцем, який забивав на чемпіонаті Європи.

### Англія
|     | Суперник   | Результат       |
| --- | ---------- | --------------- |
| 1   | Сербія     | 1–0             |
| 2   | Данія      | 1–1             |
| 3   | Словенія   | 0–0             |
| 1/8 | Словаччина | 2–1 дч          |
| 1/4 | Швейцарія  | 1–1 дч пен. 5–3 |
| 1/2 | Нідерланди | 2–1             |

Англія кваліфікувалася на турнір як переможець відбіркової групи C, вигравши шість із восьми матчів. На Євро англійці також потрапили до групи C разом із Сербією, Данією і Словенією. Англія розпочала свою кампанію з перемоги над Сербією з рахунком 1:0 на «Арені АуфШальке»" завдяки голу Джуда Беллінгема на 13 хвилині. Потім Англія зіграла внічию 1:1 з Данією на «Вальдштадіоні». Гаррі Кейн відкрив рахунок на 18 хвилині, але данці зусиллями Мортена Г'юлманда зрівняли рахунок на 34 хвилині, встановивши остаточний рахунок гри. В останньому турі зі словенцями на «Рейн Енергі Штадіоні» команди голів не забивали, чого обом командами вистачило для виходу з групи, при цьому Англія поміла перше місце в групі з п'ятьма очками.
У 1/8 фіналу англійці потрапили на третю команду групи E, збірну Словаччини, з якою зіграли на знайомій вже для себе «Арені АуфШальке». Іван Шранц на 25-й хвилині Іван Шранц відкрив рахунок на користь Словаччини і до самісінької кінцівки другого тайму Англія програвала, опинившись за кілька секунд від вибуття зі змагань, перш ніж гол Беллінгема ударом «ножицями» на 5-й хвилині компенсованого часу перевів гру в додатковий час. На самому його початку Кейн забив другий гол англійців, якій і став переможним.
У чвертьфіналі Англія зіграла зі Швейцарії на «Меркур Шпіль-арені». Англійці знову опинились у ролі наздоганяючих, пропустивши від Бреля Емболо на 75 хвилині, але за 5 хвилин Букайо Сака відновив рівновагу. Вдруге поспіль англійці основний час на стадії плей-оф закінчили внічию 1:1, але цього разу у додатковий час голів забито не було, тому все мало вирішитись у серії пенальті. Її англійці виграли з рахунком 5:3, оскільки усі гравці (Палмер, Беллінгем, Сака, Тоуні і Александер-Арнольд) свої удари реалізували, а швейцарець Мануель Аканджі свою спробу змарнував — його удар потягнув воротар англійців Джордан Пікфорд, через що точних ударів інших швейцарців Фабіана Шера, Джердана Шачірі і Зекі Амдуні їм не вистачило для проходу далі.
У півфіналі Англія зіграла з Нідерландами на «Вестфаленштадіоні». І втретє поспіль англійці першими пропустили, на цей раз від Хаві Сімонса, який відкрив рахунок на 7 хвилині. На 18 хвилині Кейн зрівняв рахунок після суперечливого пенальті, яке арбітр поставив після перегляду VAR за фол Дензела Дюмфріса. Цей рахунок тримався майже до кінця основного часу, коли на 90 хвилині Оллі Воткінс, що вийшов на заміну, забив гол, вивівши англійців на другий поспіль фінал Чемпіонату Європи після їх участі у фіналі Євро-2020, коли вони на рідному «Вемблі» поступились Італії.

### Історія зустрічей

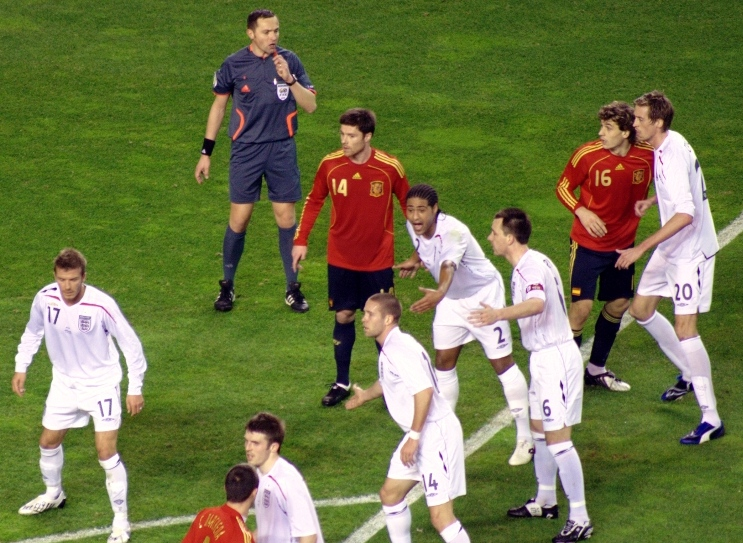
Товариський матч Іспанія-Англія у 2009 році.

Іспанія та Англія раніше грали між собою на груповому етапі Євро-1980, коли Англія перемогла з рахунком 2:1, і у чвертьфіналі Євро-1996, в якому Англія виграла серію пенальті після нічиєї 0:0 в основний і додатковий час. Нинішній головний тренер збірної Англії Гарет Саутгейт був центральним захисником «трьох левів» у тій грі. На чемпіонаті світу Іспанія виграла з рахунком 1:0 Англію на груповому етапі в 1950 році, а матч у другому груповому етапі турніру 1982 року завершився нульовою нічиєю. Остання зустріч між цими збірними перед чемпіонатом Європи 2024 року відбулася у Лізі націй УЄФА 2018/19, коли обидві команди виграли свої виїзні матчі — Іспанія перемогла з рахунком 2:1 на «Вемблі», а Англія перемогла з рахунком 3:2 на «Естадіо Беніто Вільямарін]» у Севільї. Завдяки цьому Ангіля виграла групу, обійшовши іспанців на 1 очко.
Загалом Іспанія та Англія грали між собою 27 разів, причому Іспанія вигравала 10 разів, а Англія тріумфувала 13 разів. Перед фіналом Іспанія була восьмою у світовому рейтингу ФІФА, а Англія — п'ятою.

## Перед матчем

### Відомі глядачі
Матч відвідав спадкоємець британського престолу та президент Футбольної асоціації принц Вільям разом зі своїм старшим сином принцом Джорджем. Він також відвідав фінал попереднього турніру та фінал жіночого Євро-2022, обидва які пройшли на «Вемблі». Також від офіційного Лондона на матчі був присутній сер Кір Стармер, прем'єр-міністр Великої Британії, Ліза Нанді, державний секретар з питань культури, медіа та спорту, та Деббі Г'юїтт, голова Футбольної асоціації.
З боку Іспанії на матчі був присутній король Філіп VI зі своєю молодшою дочкою інфантою Софією. Король Феліпе був одним із представників влади, який вітав гравців на церемонії нагородження, і тим, хто вручав трофей чемпіонам. Пізніше обидві королівські особи приєдналися до святкування іспанської команди. Педро Санчес, прем'єр-міністр Іспанії, також був присутній разом із міністром освіти, професійної підготовки та спорту Пілар Алегріа.
Також були присутні представники країни-господарки, такі як президент Німеччини Франк-Вальтер Штайнмаєр, канцлер Олаф Шольц, і президент Бундестагу Бербель Бас.
Серед інших знаменитостей матч відвідали зокрема Гарет Бейл, Ландо Норріс, Давід Вілья, Хаві Ернандес, Андрес Іньєста, Гаррі Стайлс та інші.

### Церемонія закриття
Перед початком матчу була організована УЄФА церемонія закриття, яка розпочалася о 19:45 за місцевим часом (18:45 UTC) Наприкінці дійства італійський гурт Meduza, американський рок-гурт OneRepublic і німецький поп-співак Leony виконали пісню «Fire», офіційний гімн турніру.

### Арбітри
11 липня 2024 року Комітет арбітрів УЄФА оголосив, що арбітром фіналу стане французький арбітр Франсуа Летексьє, який судив ще три ігри на Євро-2024, включаючи матчі 1/8 фіналу Іспанії проти Грузії (4:1), а також був арбітром на Суперкубку УЄФА 2023 року та четвертим суддею на фіналі Ліги чемпіонів УЄФА 2024 року. Летексьє став другим французом, який судив фінал чемпіонату Європи після Мішеля Вотро в 1988 році. При цьому у свої 35 років Летексьє став наймолодшим арбітром фіналу чемпіонату Європи за всю історію.
Помічниками головного арбітра стали французи Сиріл Муньє та Мехді Рахмуні, а поляк Шимон Марциняк був призначений четвертим арбітром. Француз Жером Брізар був призначений відеоасистентом, а йому допомагали його співвітчизник Віллі Делажо та італієць Массіміліано Ірраті. Резервним асистентом був польський арбітр Томаш Лісткевич.

## Матч
У першому таймі серйозних моментів не було. Незадовго до перерви Філ Фоден з незручної позиції пробив з льоту в руки Унаї Сімону в короткий кут. У перерві тренеру збірної Іспанії Луїсу де ла Фуенте довелося замінити Родрі на Мартіна Субіменді через травму. Через одну хвилину і вісім секунд після перерви Ніко Вільямс забив перший гол у матчі після передачі Ламіна Ямаля. Ґардіан сказав, що результативна передача та гол були «майже дзеркальним відображенням» результативної передачі Пеле та голу Карлоса Альберто у фіналі чемпіонату світу 1970 року.
На 68-й хвилині Мората був замінена на Мікеля Оярсабаля, а у Англія за кілька хвилин замість Коббі Мейну вийшов Коул Палмер. Це пожвавило гру і на 73 хвилині Палмер забив з-за меж штрафного майданчика ударом низом у лівий кут.
На 86-й хвилині Оярсабаль віддав пас на Кукурелью та вбіг у штрафний майданчик, після чого отримав пас назад, і діставшись до м'яча правою ногою перед воротарем Пікфордом, проштовхнув його у ворота. Після перевірки на офсайд стало видно, що коліно Стоунза було попереду ноги Оярзабаля, і гол було зараховано. Збірна Англії спробувала відповісти, випустивши ще одного форварда в особі Айвена Тоуні, і на 90-й хвилині отримала права на кутовий. Палмер подав з кутового, Райс пробив головою, воротар Унаї Сімон зумів парирувати удар, але Геї головою добив мйч пов уже відіграного воротаря, але Ольмо, який був на лінії, вибив м'яч головою. Він повернувся до Райса, який пробив вище поперечини. Це був найкращий шанс для англійців до кінця гри. До кінця основного часу було додано чотири хвилини, на першій з яких Воткінс отримав жовту картку за підкат. Кінець гри Іспанія грала в обороні і зуміла втримати перемогу.

### Деталі
| 14 липня 2024 22:00 |

| Іспанія                       | 2 — 1    | Англія     |
| ----------------------------- | -------- | ---------- |
| - Вільямс 47' - Оярсабаль 86' | Протокол | Палмер 73' |

| Олімпійський стадіон, Берлін Глядачів: 65,600 Арбітр: Франсуа Летексьє (Франція) |

| Іспанія | Англія |

| ВР                | 23 | Унаї Сімон         |     |     |
| ЗХ                | 2  | Данієль Карвахаль  |     |     |
| ЗХ                | 3  | Робен Ле Норман    |     | 83' |
| ЗХ                | 14 | Емерік Лапорт      |     |     |
| ЗХ                | 24 | Марк Кукурелья     |     |     |
| ПЗ                | 16 | Родрі              |     | 46' |
| ПЗ                | 8  | Фабіан Руїс        |     |     |
| ПЗ                | 19 | Ламін Ямаль        |     | 89' |
| ПЗ                | 10 | Дані Ольмо         | 31' |     |
| ПЗ                | 17 | Ніко Вільямс       |     |     |
| НП                | 7  | Альваро Мората (к) |     | 68' |
| Заміни:           |    |                    |     |     |
| ПЗ                | 18 | Мартін Субіменді   |     | 46' |
| НП                | 21 | Мікель Оярсабаль   |     | 68' |
| ЗХ                | 4  | Начо               |     | 83' |
| ПЗ                | 6  | Мікель Меріно      |     | 89' |
| Тренер:           |    |                    |     |     |
| Луїс де ла Фуенте |    |                    |     |     |

| ВР             | 1  | Джордан Пікфорд |       |     |
| ЗХ             | 2  | Кайл Вокер      |       |     |
| ЗХ             | 5  | Джон Стоунз     | 53'   |     |
| ЗХ             | 6  | Марк Геї        |       |     |
| ПЗ             | 7  | Букайо Сака     |       |     |
| ПЗ             | 26 | Коббі Мейну     |       | 70' |
| ПЗ             | 4  | Деклан Райс     |       |     |
| ПЗ             | 3  | Люк Шоу         |       |     |
| ПЗ             | 11 | Філ Фоден       |       | 89' |
| ПЗ             | 10 | Джуд Беллінгем  |       |     |
| НП             | 9  | Гаррі Кейн (к)  | 25'   | 61' |
| Заміни:        |    |                 |       |     |
| НП             | 19 | Оллі Воткінс    | 90+1' | 61' |
| ПЗ             | 24 | Коул Палмер     |       | 70' |
| НП             | 17 | Айвен Тоуні     |       | 89' |
| Тренер:        |    |                 |       |     |
| Гарет Саутгейт |    |                 |       |     |

| Гравець матчу: Ніко Вільямс (Іспанія) Асистенти арбітра: Сиріл Муньє (Франція) Мехді Рахмуні (Франція) Четвертий арбітр: Шимон Марциняк (Польща) Резервний асистент арбітра: Томаш Лісткевич (Польща) Відеоасистент арбітра: Жером Брізар (Франція) Помічники відеоасистента арбітра: Віллі Делажо (Франція) Массіміліано Ірраті (Італія) | Регламент матчу: - 90 хвилин основного часу. - 30 хвилин додаткового часу у разі потреби. - Післяматчеві пенальті у разі потреби. - Максимальна кількість запасних — 15. - Максимальна кількість замін — 5, у додатковий час дозволяється шоста заміна. |

### Статистика
| Статистика       | Іспанія | Англія |
| ---------------- | ------- | ------ |
| Голів            | 0       | 0      |
| Ударів           | 5       | 3      |
| Ударів у площину | 0       | 1      |
| Сейвів           | 1       | 0      |
| Володіння м'ячем | 66%     | 34%    |
| Кутових          | 6       | 1      |
| Фолів            | 6       | 2      |
| Офсайдів         | 0       | 0      |
| Жовтих карток    | 1       | 1      |
| Червоних карток  | 0       | 0      |

| Статистика       | Іспанія | Англія |
| ---------------- | ------- | ------ |
| Голів            | 2       | 1      |
| Ударів           | 10      | 6      |
| Ударів у площину | 5       | 2      |
| Сейвів           | 1       | 3      |
| Володіння м'ячем | 59%     | 41%    |
| Кутових          | 4       | 1      |
| Фолів            | 5       | 3      |
| Офсайдів         | 1       | 0      |
| Жовтих карток    | 0       | 2      |
| Червоних карток  | 0       | 0      |

| Статистика       | Іспанія | Англія |
| ---------------- | ------- | ------ |
| Голів            | 2       | 1      |
| Ударів           | 15      | 9      |
| Ударів у площину | 5       | 3      |
| Сейвів           | 2       | 3      |
| Володіння м'ячем | 63%     | 37%    |
| Кутових          | 10      | 2      |
| Фолів            | 11      | 5      |
| Офсайдів         | 1       | 0      |
| Жовтих карток    | 1       | 3      |
| Червоних карток  | 0       | 0      |

## Нагородження і святкування

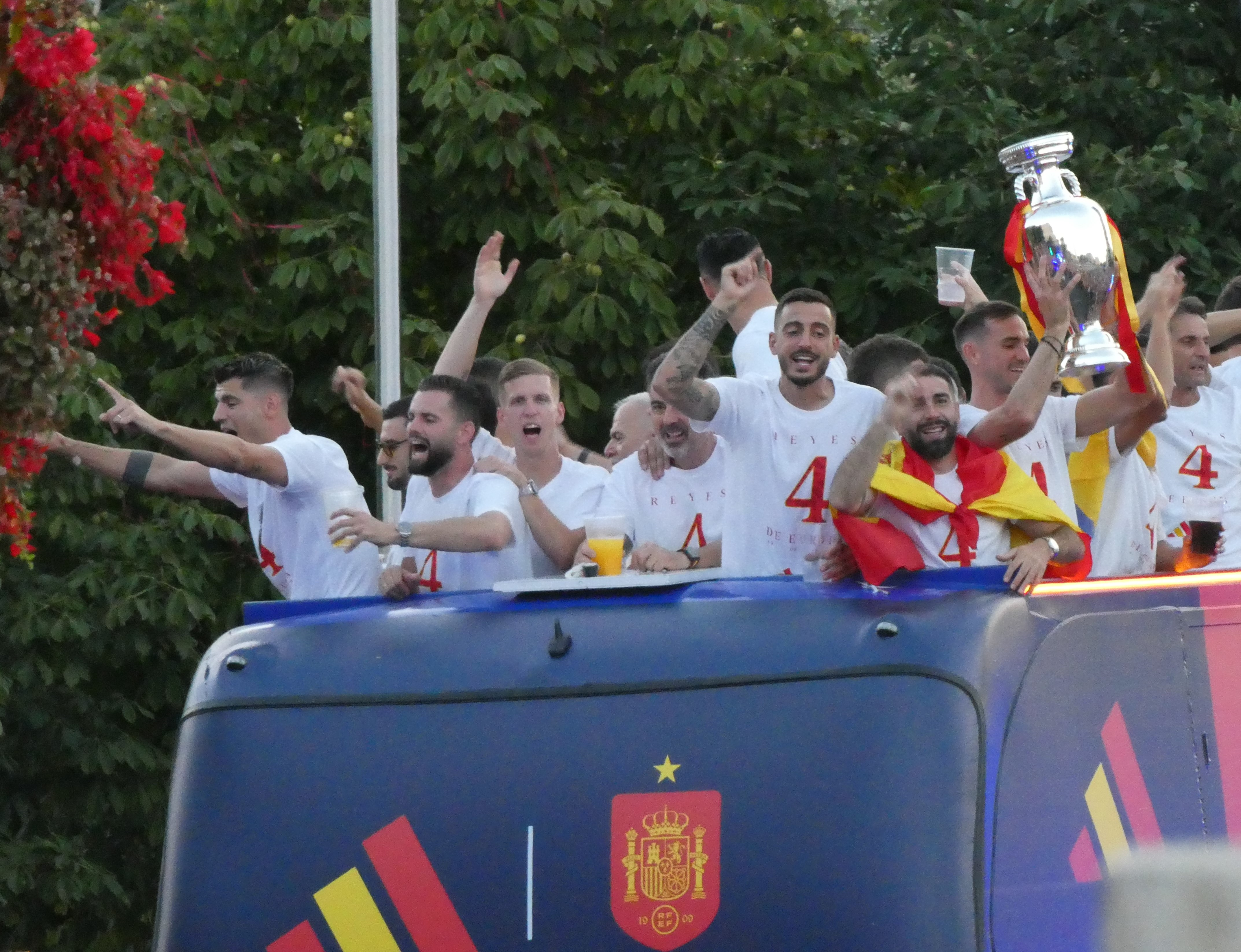
Збірна Іспанії святкує титул у Мадриді, 15 липня 2024 року.

Президент УЄФА Александер Чеферін був присутній на полі під час церемонії нагородження, щоб вручити медалі та вручити кубок іспанському капітану Альваро Моратаі. Джорджо К'єлліні,, капітан збірної Італії-переможця Євро-2020 і колишній одноклубник Морати, приніс трофей на поле для церемонії.
Іспанський вінгер Ніко Вільямс був визнаний гравцем матчу, а його партнер по команді Родрі був названий найкращим гравцем чемпіонату. Ще один іспанець Ламін Ямаль, якому за день до фіналу виповнилося 17 років, був названий найкращим молодим гравцем турніру УЄФА. Іспанська команда відсвяткувала свою перемогу парадом через Мадрид на автобусі з відкритим верхом до площі Сібелес наступного дня після фіналу, 15 липня, на якому були присутні тисячі людей. Команда зустрілася з королем Феліпе VI, іспанською королівською родиною та прем'єр-міністром Іспанії Педро Санчесом. Під час урочистостей гравці Родрі та Альваро Мората скандували «Гібралтар — це Іспанія», що призвело до засудження з боку уряду Гібралтару та офіційної скарги до УЄФА від Футбольної асоціації Гібралтару.
Головний тренер збірної Англії Гарет Саутгейт похвалив свою команду за її зусилля, заявивши що «у нас була можливість перемогти, але ми не змогли нею скористатися». Відразу після гри Саутгейт сказав, що не може відповісти, чи буде це його останній матч, але таки покинув посаду за два дні. Тим не менш Король Чарльз III привітав збірну Англії в листі, адресованому Саутгейту, назвавши вихід у фінал «справді великим досягненням».